# Пала-Альпітур
Пала-Альпітур (італ. Pala Alpitour, в 2005—2014 роках — «Паласпорт-Олімпіко» (італ. Torino Palasport Olimpico) — багатофункціональна спортивно-концертна арена. Побудована 13 грудня 2005 року за проєктом японського архітектора Арати Ісодзакі спеціально до відкриття туринської Олімпіади 2006 року.

## Історія
Це «універсальна» арена з великими функціональними можливостями: площа 34 000 м², вміщує 16 600 глядачів, можливо проводити змагання з різних видів спорту (баскетбол, легка атлетика, хокей, бокс, гандбол тощо) Культурні та соціальні заходи, такі як концерти, конференції, виставки та ярмарки. Розташована в південній частині Турина, в одному з центральних районів, який називається Санта-Ріта. Висота над рівнем моря — 239 м. Розмір майданчика для гри в хокей — 30 × 60 м. Крім головної льодової арени в палаці є ще одна — для тренувань. Арена Паласпорт-Олімпіко носить ім'я колишнього очільника автомобільного концерну ФІАТ Джованні Аньєллі.
Міжнародний конкурс на будівництво «Паласпорт-Олімпіко», реконструкцію старого міського стадіону та облаштування прилеглих кварталів виграла група дизайнерів під керівництвом токійського архітектора Арати Ісодзакі. Зведена під його керівництвом арена є складною багаторівневою спорудою з безліччю бічних прибудов. Футуристична будівля суворої прямокутної форми споруджена з нержавіючої сталі і скла, з базою 183 на 100 метрів. Має 4 рівні, 2 підземних (до 7,5 метрів під землею) і 2 надземних (до 12 метрів). Загальна довжина будівлі становить близько 200 метрів.
Арена, за словами архітектора, «покликана бути справжньою фабрикою подій», з повністю гнучкою внутрішньою структурою: легке переміщення меблів (завдяки сучасній системі пересувних трибун і можливості тимчасового переміщення сцени), а також має сучасну акустику. Внутрішній простір Паласпорта-Олімпіко легко може змінювати конфігурацію, завдяки чому після закінчення Олімпіади будівлю використовують для проведення самих різних масових заходів, як спортивного, так і наукового, релігійного, культурно-розважального характеру.
Основні заходи, які пройшли в Паласпорт-Олімпіко:
- Турнір з хокею з шайбою на XX зимових Олімпійських іграх в лютому 2006 року.
- Відкриття XXIII Зимової Універсіади у січні 2007 року.
- XXIV чемпіонат Європи з художньої гімнастики у червні 2008 року.
- Фінал восьми Кубка Європи УЛЄБ у квітні 2008 і 2009 роках.
- У травні 2011 року на арені Паласпорт-Олімпіко відбулась фінальна стадія розіграшу кубка Євроліги, найпрестижнішого чемпіонату серед клубних команд з баскетболу[4].
- Пісенний конкурс Євробачення-2022
- Фінали чоловічої і жіночої Ліг чемпіонів ЄКВ 2022—2023

У залі Паласпорт-Олімпіко проходили численні концерти таких зірок естради, як Брюс Спрінгстін, R.E.M., Pearl Jam, Green Day, Depeche Mode, Muse, Lady Gaga, Боб Ділан тощо.
У 2014 році перейменована на «Пала-Альпітур».